# Karel Hartig

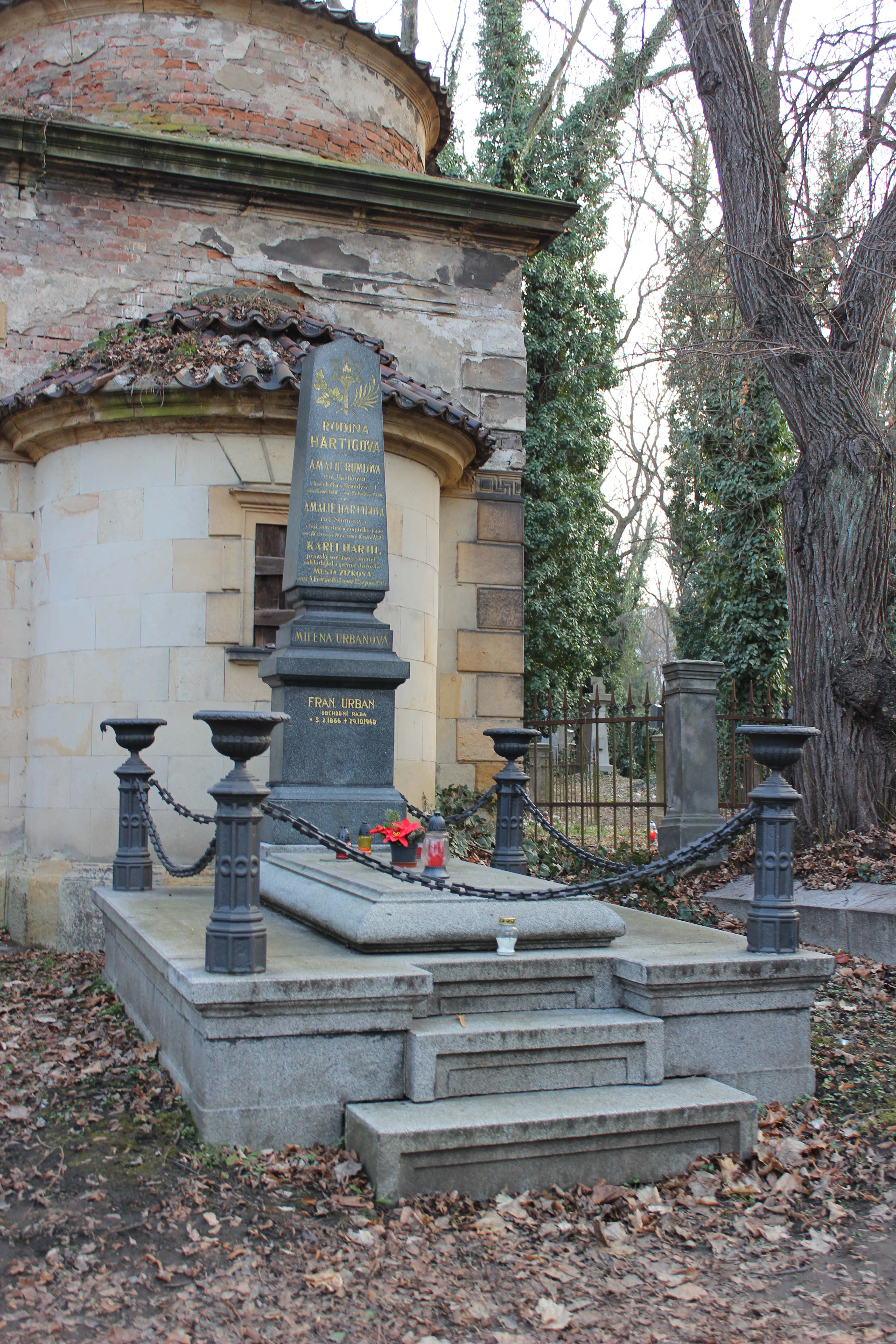
Hrob Hartigovy rodiny na pražských Olšanských hřbitovech

Karel Hartig (4. května 1833 Sedlčany – 12. srpna 1905 Praha-Nové Město) byl český stavitel, vlastenec a propagátor husitství, starosta Královských Vinohrad před jejich rozdělením a první starosta Žižkova.

## Život
Narodil se v rodině sedlčanského panského mlynáře Josefa Hartiga a jeho manželky Johanny, rozené Jírové. V Příbrami se vyučil zedníkem. V roce 1854 složil v Benešově u Prahy u okresního stavebního úřadu stavitelské zkoušky. Pracoval na různých stavbách ve Vídni, Linci, v Uhrách a v Praze na stavbě Josefských kasáren.
2. srpna 1861 se přihlásil k pobytu v Praze v Bredovské ulici (dnes Politických vězňů) čp. 910. V roce 1865 se stal pražským měšťanem. V roce 1861 získal v Praze zednickou koncesi.
30. října 1865 se po čtyřleté známosti oženil s Amálií Stomeovou (1843–1893), jejíž rodiče vlastnili usedlosti Pražačka (čp. 10), Malá Ševčíková (čp. 5) a Velká Ševčíková (čp. 6), ke kterým patřily rozsáhlé pozemky. Přilehlá pole byla tehdy rozparcelována a rozprodána a hlavním nabyvatelem byl Hartig. Na popud své nastávající tchyně Marie Stomeové vypracoval ještě před svatbou regulační plán části polí, která patřila k usedlosti Pražačka, a tak je rok 1865 považován za rok založení Žižkova. Na Vídeňské cestě (dnešní ulice Husitská a Hartigova) pak v místech bývalých usedlostí a polností začaly vznikat domy podle Hartigových projektů. Tím položil základy Žižkovu jako novému pražskému předměstí.
16. září 1866 se manželům Hartigovým narodila jediná dcera Amálie. Amalie Hartigová se vdala za sládka z Brandýsa nad Labem Ferdinanda Rummla, zemřela předčasně v roce 1890. Měla dvě dcery, Milenu a Vlastu.
Mezi jeho přátele patřili Josef Barák, Julius Grégr, Karel Sabina nebo Karel Sladkovský.
Na Vinohradech v letech 1891–1901 bydlel v domě svého švagra Václava Stomeho, čp. 674 v Hálkově (nyní Londýnské) ulici a pokračoval ve stavitelské činnosti. Po smrti své ženy Amálie v roce 1893 se rozhodl věnovat více vnučkám po zemřelé dceři. V roce 1897 zanechal stavitelství. Byl činný ve Spolku majitelů domů na Královských Vinohradech.
Zemřel 12. srpna 1905 na Novém Městě v domě čp. 1968, na rohu ulic Dittrichova a Resslovy ulice. Je pochován v rodinné hrobce na Olšanech.

## Politická činnost a dílo
Karel Hartig byl horlivý vlastenec a mladočech. Od mládí obdivoval husitské hnutí. Jako stavitel se podílel na obnově Husova domu na Betlémském náměstí.
Byl v prvních řadách mnoha českých spolků, například Hlahol (1861), Sokol (1862), Umělecká beseda (1863), Družstvo národního divadla (1881) nebo Spolku pro zbudování Husova pomníku v Praze (1890). Jako člen správního výboru Spolku pro výstavbu pomníku M. J. Husi v Praze se zúčastnil položení základního kamene pomníku 5. července 1903. Založil mladočeský spolek Občanská beseda. V rodných Sedlčanech se zasloužil o založení pěveckého spolku Záboj (1862), byl autorem projektu sedlčanské obecné školy, Gärtnerova domu (čp. 133) aj.
Pro svoji vlasteneckou činnost byl často vyšetřován rakousko-uherskou policií. Když při příležitosti oslav 500. výročí narození Jana Husa byl na 15. srpna 1869 svolán tábor lidu na vrch Vítkov, dal Karel Hartig vystavět na Vítkově praporový stožár. Tehdejší policejní rada Jawurek vyzval karlínského vrchního policejního komisaře Müllera, aby nechal stožár odstranit. Müller sepsal s Hartigem protokol a dekretem uložil Hartigovi stožár odstranit. Protože ale Hartig neuposlechl, potrestalo ho karlínské komisařství desetidenním vězením, proti kterému se Karel Hartig odvolal a následně odvolání vyhrál. Policie přesto za asistence vojska stožár odstranila, ale již 18. srpna nechal Karel Hartig postavit stožár nový, pevnější a obehnaný zídkou.
V roce 1868 se s dalšími 400 Čechy včetně například Bedřicha Smetany vydal na pouť k místu upálení Jana Husa do Kostnice, stál v čele výboru pro pořádání této pouti. Ta prohloubila jeho národnostní cítění. Novým domům, které vybudoval, pak dával husitská vlastenecká jména, například čp. 160 na Vídeňské cestě dostal název U Jana Žižky z Trocnova, čp. 191 název U Jana Husi z Husince (socha Husa od F. Heidelberga, která je někdy označována za první Husovu sochu v Čechách, zůstala na fasádě dodnes) a čp. 192 název U Jeronýma Pražského. V roce 1873 následoval třípatrový rohový dům čp. 404 U Božích bojovníků, osazený bustami M. J. Husa, Jeronýma Pražského, Jana Žižky, Prokopa Holého, Jiřího z Poděbrad a J. A. Komenského. V roce 1875 bylo na území Žižkova 354 domů, v roce 1890 už více než 750, přičemž se odhaduje, že z toho 60 postavil Hartig. Byl i stavitelem velkokapacitní školy čp. 400 na dnešním Komenského náměstí, poblíž měl Hartig vlastní cihelnu. Tato škola přežila i žižkovskou asanaci.
Podle Hartigova návrhu obdržela v květnu 1869 nová čtvrť Královských Vinohrad, rozkládající se podél Vídeňské cesty k Bezovce, název Žižkov, a to podle vedlejšího vrchu (užíval se i název Vítkov, lidově Žižkaperk). V roce 1872 Hartig jako člen obecního zastupitelstva požádal o pojmenování 10 ulic a náměstí podle husitských tradic a žádost byla jednomyslně schválena. Angažoval se také ve výstavbě pomníku Jana Žižky, který původně měl stát na Prokopově náměstí. Na něm Hartig vystavěl v roce 1870 Obecnou záložnu čp. 100, která levnými půjčkami podporovala místní stavební činnost. V roce 1882 spolu se svým švagrem Václavem Stomem založil Spolek pro zbudování pomníku Jana Žižky z Trocnova na vrchu Vítkov. Hartig je uváděn jako autor myšlenky pomníku i jako starosta spolku pro jeho zbudování.
Byl zastupitelem a poté i starostou obce Královské Vinohrady.
V roce 1875 byly dosavadní Královské Vinohrady rozděleny na dvě obce s názvy Královské Vinohrady I (pozdější Žižkov) a Královské Vinohrady II (dnešní Vinohrady). 22. března 1876 byl zvolen prvním starostou nově vzniklé obce, kterou se snažil neúspěšně udržet ve svazku s Vinohrady. Pro Královské Vinohrady I byly navrhovány i názvy jako Rudolfov či Nová Praha, nakonec bylo v srpnu 1877 rozhodnutím c. k. ministerstva vnitra úředně uznáno jméno Žižkov, na základě návrhu starosty Hartiga podaného u místodržitelství dne 20. října 1876.
Na Hartigův popud byly ulice na Žižkově označovány cedulkami v národních barvách (červeno-bílé) a v češtině, tuto praxi pak převzala v roce 1893 i Praha.
Občanská záložna, kterou Hartig založil a byl jejím starostou, vyhlásila 28. ledna 1878 bankrot v návaznosti na krizi, která vypukla černým pátkem 9. května 1873 (krach na vídeňské burze). Hartig byl téhož roku se svými společníky prorakouskou opozicí obžalován z podvodu a zaviněného úpadku. Byl donucen rezignovat na funkci starosty a nastoupit na měsíc do vyšetřovací vazby. V dalších měsících byli všichni aktéři této kauzy osvobozeni, ale opozice na něj nadále útočila a uražený Hartig se o něco později přestěhoval na sousední Královské Vinohrady. Hartigův přítel Jan Nepomuk Richter po něm převzal úřad starosty pouze na jeden den, ale právě tento den byla zastupitelstvem schválena žádost o povýšení Žižkova na město. V době povýšení Žižkova na město 15. května 1881 již Hartig starostou nebyl.

## Posmrtné připomínky
- Portrét Karla Hartiga visí v zasedací síni žižkovské radnice.[5]
- V roce 1907 a poté v roce 1925 byly snahy o pojmenování ulice U Božích bojovníků po Karlu Hartigovi, návrhy však byly zamítnuty.[5] V roce 2019 starosta Prahy 3 Jiří Ptáček v souvislosti s návrhy na přejmenování Koněvovy ulice zmínil, že v případě přejmenování by například jméno prvního starosty Žižkova Karla Hartiga bylo všeobecně přijatelné.[9] V roce 2023 bylo o přejmenování Koněvovy ulice na Hartigovu rozhodnuto definitivně s účinností od 1. října 2023.

## Inspirace v umění
Karel Hartig se stal volným předobrazem literární postavy stavebního rady Karla Herzoga, vystupujícího ve třetí knize románové pentalogie Vladimíra Neffa Zlá krev. Ve stejnojmenném televizním seriálu z roku 1986 hrál radu Herzoga herec Ilja Racek.